# Nicole Faria
Nicole Estelle Faria, född 9 februari 1990 i Bangalore, är en indisk supermodell och skådespelare. År 2010 vann hon skönhetstävlingen Fröken Indien vilket kvalificerade henne till Miss Earth 2010 i Vietnam, en tävling som hon också vann. Hon blev därmed den första kvinna från Indien att vinna Miss Earth. År 2014 gjorde hon skådespelardebut i Bollywoodfilmen Yaariyan.
Som modell har hon förekommit i tidningar som Elle, Cosmopolitan och Vogue. Hon är även sedan 2011 ambassadör för den Schweiziska klocktillverkaren Frédérique Constant.